# 空間整序法
空間整序法（くうかんせいじょほう、蘭：Wet ruimtelijke ordening、Wro）は、オランダの都市計画に関する法律である。
2006年に全面改正される以前は、Wet op de Ruimtelijke Ordening（WRO）であった。

## 構成
2010年に全文邦訳されたものが、2012年に日本都市センターよりブックレットとして発行された。
第1章 総則
第2章 構造ビション
第3章 地区土地利用計画・編入計画
- 第3.1節 地区土地利用計画の内容に関する規定
- 第3.2節 地区土地利用計画の手続についての規定
- 第3.2a節 地区土地利用計画の変更又は具体化の手続きに関する規定
- 第3.3節 地区土地利用計画確定に先行するプロジェクト決定に関する規定
- 第3.4節 地区土地利用計画の実施よ逸脱に関する規定
- 第3.5節 県及び国による編入計画とこれに先行するプロジェクト決定
- 第3.6節 空間政策の実現に係る調整
- 第3.7節 （より詳細な）規則

第3A章 保全条例
第4章 一般規則及び特定指定
第5章 都市圏における市間連携
第6章 財務条項
第7章 履行確保及び実施の監督
第8章 異議申し立て及び抗告
第9章 計画に関する組織
第10章 最終規定